# Grenat (couleur)

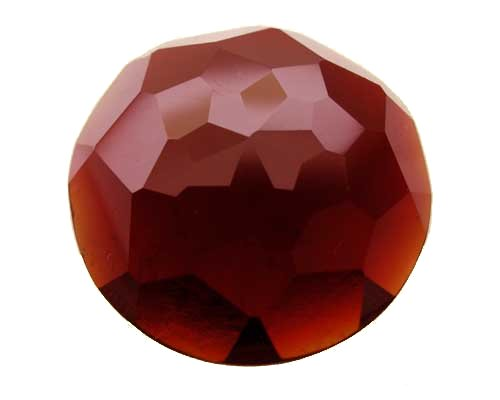
Cristal de grenat taillé.

Le rouge grenat est communément un rouge violacé sombre, composé du pigment naturel du grenat (pyralspite), lié à la présence de fer. Cette pierre fine, qui se trouve dans une large gamme de couleurs allant du jaune au bleu et au noir en passant par le rouge, a rarement été utilisée pour la production de pigments. Son nom pourrait dériver de graines, ancien nom du pigment de cochenille qui servait pour obtenir les teintures et les peintures rouges les plus renommées, et les plus chères.
Le Trésor de la langue française donne grenat pour synonyme de bordeaux.
Le rouge de grenat, pour Vigenère en 1615, est celui qui se fait « sur verre et sur émail avec du cuivre calciné, & de la limaille de fer fondus ensemble à forte expression de feu, en ajoutant un peu d'orpiment pour les faire couler ».
Chevreul a entrepris, au XIXe siècle, de repérer les couleurs les unes par rapport aux autres et par rapport aux raies de Fraunhofer du spectre solaire. Il cote le grenat comme une couleur très sombre, soit 3 violet-rouge 16 ton, soit 3 rouge 15 à 17 ton, soit la même teinte que cramoisi, mais beaucoup plus sombre. Les grenat sur soie de Guinon et de Tuvée sont 4 violet-rouge 14 ton.
Comme pour tous les autres noms de couleur du champ chromatique des rouges, grenat a aussi été le nom commercial d'une teinture de synthèse, le colorant azoïque α-naphtylamine. Dans le domaine de la mode, la couleur obtenue était dénommée puce-grenat.
Le Répertoire de couleurs de la Société des chrysanthémistes, donne un Grenat en 1905. C'est la plus sombre des couleurs avec reflets (RC).
Les marchands de couleur proposent aujourd'hui 388 Rouge grenat ;  Grenat 1 ; Grenat PG 342.